# Datei- und Druckerfreigabe
Eine Datei- und Druckerfreigabe, auch Ordnerfreigabe oder Netzwerk-Freigabe genannt, ermöglicht unter Windows den Zugriff auf Dateien und Drucker im Netzwerk.

## Weitere Einzelheiten
Die konkrete Realisierung übernimmt dabei die Windows-Komponente „Datei- und Druckerfreigabe für Microsoft Netzwerke“ (englisch File and Printer Sharing for Microsoft Networks). Diese Komponente nutzt – zumindest in Heimnetzwerken – das „Server-Message-Block-Protokoll“ (SMB) von Microsoft zur Kommunikation mit anderen Rechnern.
Sofern auf eine Dateifreigabe im Netzwerk eine permanente Verbindung eingerichtet wird, entsteht ein Netzlaufwerk, das als virtuelles Laufwerk die Ordner und Dateien eines Servers auf dem Client wie gewohnt anzeigt.
Alternativ können Dateifreigaben auch ohne Netzlaufwerk benutzt werden, indem Verzeichnisse oder Dateien über die Uniform Naming Convention, das heißt in der Form \\servername\freigabename\dateiname, direkt angesprochen werden.
Die Begriffe „Datei- und Druckerfreigabe“ beziehungsweise „Datei- und Druckdienste“ werden auch im Zusammenhang mit anderen Betriebssystemen verwendet, insbesondere wenn bei ihnen ebenfalls das Netzwerkprotokoll SMB zur Anwendung kommt. Ein Beispiel ist die Verwendung von SMB durch Linux mit Hilfe von Samba.